# لواء بني عبيد
لواء بني عبيد هي إحد الألوية التي تتبع إداريا لمحافظة إربد، الأردن. تم استحداث اللواء عام 1996 ويضم مناطق : مدينة الحصن وكذلك كل من بلدات النعيمة وإيدون وكتم والصريح وشطنا.